# オランダの教育
オランダの教育（Education in the Netherlands）は学生の需要と背景に基づいた志向になっており、義務教育は5歳から始まる。16歳以上は部分的義務教育となり、週に2日以上は教育を受ける義務があり、これは18歳に達するか、VWO, HAVO, MBOなどのディプロマを取得した時点で終了する。
高等教育への進学率は60%（2007年）。OECD生徒の学習到達度調査（PISA）において、オランダは第9位に位置づけられ、これはOECD平均よりも高い（2008年）。
オランダの高等機関は研究大学（WO, 14校）と高等職業教育機関（HBO, 42校）に分けられ、後期中等教育の段階でWOへ進学する者は主にVWOを選択し、HBOへ進学する者はHBOを選ぶこととなる。

## K-12教育
4-12歳までの教育は義務教育であり、 basisschool（英： "basic school")で行われグレードは8段階あり、小中一貫教育と見ることができる。

## 後期中等教育
12歳にてK-12教育を修了した後の進路は、以下に分かれる。
- 職業的中等教育（VMBO）, ISCED-2
- 高等一般教育（HAVO）, ISCED-3A, HBOへの進学準備
- 大学準備中等教育（VWO）, ISCED-3A, VWOへの進学準備

VWO及びHAVOへの進学は、各学校が個別に入学試験を行う日本の中学受験とは異なり、国立評価教育研究所(CITO)が行う「全国共通試験」の成績などを参考にして行われる。
最初の3年間は、VWO、HAVO、MAVO、VMBOのすべてに「基礎教育課程」が導入され、3年間で3000単位時間(総授業時間数の80%、1単位時間は50分)の必修科目を履修する。必修科目は、オランダ語、英語、現代外国語(ドイツ語又はフランス語)、数学、物理、化学、生物、地理、歴史、政治、経済、工学、芸術(音楽、美術、ダンス、演劇の中から2科目選択)、自立のための生活技能、体育である。総授業時間数の20%についてはラテン語、宗教などの選択科目に充てられている。
VWO及びHAVOでは、修了の2年前には少なくとも10科目（オランダ語及びオランダ文学、1以上の現代外国語、体育を含む）を履修し、その一部は最終試験科目になる。
VWO及びHAVOの卒業試験は、①オランダ語及びオランダ文学、②英語及び英米文学、③ドイツ語及びドイツ文学、④フランス語及びフランス文学、⑤歴史及び政治、⑥地理、⑦数学、⑧物理、⑨化学、⑩生物、⑪経済の11科目の中から、VWOにあっては7科目以上、HAVOにあっては6-7科目について行われる。オランダ語と外国語(英語、ドイツ語、フランス語)が必修である。卒業試験は、各学校で行う筆記及び口述の試験に加え、全国共通試験から構成され、最終成績は校内試験と全国共通試験の平均で示される。
VWO及びHAVOにおいて全学年の授業を担任する教員になるには、中等学校の教員の1級免許(日本の中学校教諭専修免許状及び高等学校教諭専修免許状に相当)を有しなければならず、この中等学校の教員の1級免許を取得するには、大学を卒業した後、大学院で1年間の課程を履修する必要がある。中等学校の教員の2級免許(日本の中学校教諭一種免許状及び高等学校教諭一種免許状に相当)においては最初の3学年の授業しか担当できない。大学院修士課程を修了しなくても、中等教育学校の全学年の授業を担任する教員や私立中高一貫校の教員になることは制度上可能である日本とは大きく異なる。

### VMBO
VMBO（voorbereidend middelbaar beroepsonderwijs; 英："pre-vocational secondary education"）とは、12-16歳の年齢に教育を施す4年制課程。かつてはLBOと呼ばれていた。内容は職業教育を兼ねており、言語、数学、歴史、芸術、科学を学ぶ。
また企業でも職業実習を行うデュアルシステムが取り入れられている。

### HAVO
HAVO（hoger algemeen voortgezet onderwijs; 英："higher general continued education"）は、12-17歳の年齢に教育を施す5年制課程の上級一般継続教育。卒業時にはHAVOディプロマが付与され、これはHBOレベル（職業大学）の高等教育にアクセス可能である。

### VWO
VWO（Voorbereidend wetenschappelijk onderwijs, 英："preparatory scholarly education"）とは、12-18歳の年齢を対象とする6年過程の高等教育準備。VWOのディプロマでは、WOにアクセス可能であるが、大学個別の入学試験が存在することがある。
VWOには、次の3つのタイプの学校に分類される。
1. ギリシャ語とラテン語を学習しない「アンテネウム」(Atheneum)
2. ギリシャ語とラテン語が必修科目である「ヒムナジウム」(Gymnasium)
3. ギリシャ語とラテン語が選択科目である「リセウム」(Lyceum)

## 第3期の教育

### 中等職業教育機関（MBO）
MBO（middelbaar beroepsonderwijs; 英："middle-level applied education"）とは、1-4年の中等職業教育。多くの生徒はVMBO卒業後に入学する。
MBOのレベルは以下の1-4に分かれる。
1. MBOレベル1: アシスタント訓練。最高で1年の課程であり、簡単な職務を遂行できるレベルを目指す。修了者はMBOレベル2に進学できる。
2. MBOレベル2: 基本的職業教育。2-3年課程で、職務遂行できるレベルを目指す。
3. MBOレベル3: 3-4年間の課程。単独で職務を遂行できるレベルを目指す。
4. MBOレベル4: 中級管理職の職業教育。4年間課程で、高い責任を伴う職種を目指す。また、HBOへの進学資格を取得できる。

### 高等教育

#### 高等職業教育機関（HBO）
HBO（Hoger beroepsonderwijs; 英語 "higher professional education", かつてのHogeschool) とは高等職業教育機関（職業大学/ポリテクニック）。HBOへの入学はHAVOまたはVWOを修了しているか、あるいはMBOを修了し所定の要件を満たしている必要がある。
HBOにて4-6年間にてプログラムを修了した者は、1-2年の専門職修士プログラムに進むか、労働市場に入る。

#### 研究大学（WO）
WO（wetenschappelijk onderwijs; 英："scientific education）とは研究大学である。WOへの入学は、VWOを修了していれば希望者全員無試験・無選抜で可能（一部校では定員がある）。一方でHAVOを修了した場合は、HBOの前期課程(1年)を修了した場合に限りWOに進学できる。
WOにておよそ3年で学士号を取得した後は、1-3年の修士号プログラムに進むか、労働市場に入る。修士号を取得した者は、さらに3-4年の博士号プログラムに進むこともできる。

#### 国立アカデミー
オランダ王立芸術科学アカデミーは国立アカデミーである。アカデミー自体は学校ではないが、各大学らと連携して助言を行っている。

## 資格フレームワーク
オランダの国家資格フレームワーク（NQF）は以下である。
- レベル8 - 博士
- レベル7 - 修士
- レベル6 - 学士
- レベル5 - 準学士(HBO)
- レベル4+ - VWO
- レベル4 - MBO-4職業教育, HAVO, VAVO
- レベル3 - MBO-3職業教育
- レベル2 - 基礎教育レベル3, MBO-2職業教育, VMBO
- レベル1 - 基礎教育レベル2, MBO-1職業教育
- 入門 - 基礎教育レベル1